# İzzet Günay
İzzet Günay (Üsküdar, Istambul, 21 de agosto de 1934) é um actor de teatro, televisão e cinema turco. É um dos actores turcos mais experientes e conhecidos, registando mais de cem aparecimentos em produções cinematográficas durante seis décadas.

## Biografia e carreira
Günay estudou nas secundárias de Haydarpaşa e Deniz. Trabalhou no departamento de Obras Públicas Municipais de Istambul e depois no negócio do lignito. Günay respondeu a um casting num jornal e obteve um papel na obra Kald Ağaçlar Altında, do dramaturgo Haldun Dormen. Depois, apareceu em várias outras obras, entre as quais se destacam Sokak Kızı İrma e Pasifik Şarkısı Zafer Madalyası.
Em 1959 Günay fez a sua estreia cinematográfica na produção de Kemal Film Kırık Plak, interpretando um condutor de Zeki Müren. Após vários pequenos aparecimentos, conseguiu o papel principal no filme Varan Bir. Ganhou o prémio na categoria de melhor actor no Antalya Golden Orange Festival pelo seu papel no filme Ağaçlar Ayakta Ölür em 1964. Além da sua carreira como actor, desempenhou funções como cantor de música clássica turca por um breve período de tempo.

## Filmografia

### Cinema e televisão
- 2005 - Aska sürgün
- 2004 - Yadigar
- 1995 - Bay E
- 1981 - Unutulmayanlar
- 1980 - Renkli dünya
- 1976 - Güngörmüsler
- 1975 - Duyun beni
- 1974 - Kismet
- 1973 - Felek
- 1973 - Kader yolculari
- 1972 - Askim kaderim oldu
- 1972 - Ask ve cinayet melegi
- 1972 - Çapkinlar Sahi-Donjuan 72
- 1972 - Hayat mi Bu?
- 1972 - Hedefte bes adam
- 1972 - Kaderin esiriyiz
- 1972 - Kefenin cebi yok
- 1972 - O agacin altinda
- 1972 - Suya düsen hayal
- 1972 - Ali Cengiz oyunu
- 1971 - Anneler ve Kizlari
- 1971 - Bebek gibi Masallah
- 1971 - Genç kizlar pansiyonu
- 1971 - Gizli ask
- 1971 - Iki belali adam
- 1971 - Kadin Paylasilmaz
- 1971 - Katil kim
- 1971 - Katiller
- 1971 - Kezban Paris'te
- 1971 - Silahlar konusuyor
- 1971 - Yarin aglayacagim
- 1970 - Birlesen yollar
- 1970 - Duyduk duymadik demeyin
- 1970 - Günahsiz katiller
- 1970 - Kanunsuz kardesler
- 1970 - Kara dutum
- 1970 - Red Kit
- 1970 - Sillik
- 1970 - Soför Nebahat
- 1969 - Asi kabadayi
- 1969 - Ask yarisi
- 1969 - Cesur kabadayi
- 1969 - Esmerin tadi sarisinin adi
- 1969 - Fakir kizi Leyla
- 1969 - Garibanlar mahallesi
- 1969 - Sahane intikam
- 1969 - Seninle ölmek istiyorum
- 1969 - Tatli günler
- 1968 - Affedilmeyen suç
- 1968 - Arkadasimin aski
- 1968 - Atli karinca dönüyor
- 1968 - Incili Çavus
- 1968 - Kader böyle istedi
- 1968 - Kalbimdeki yabanci
- 1968 - Kara atmaca'nin intikami
- 1968 - Kezban
- 1968 - Menderes köprüsü
- 1968 - Vesikali Yarim
- 1967 - Aglayan kadin
- 1967 - Ayrilik saati
- 1967 - Dolmus soförü
- 1967 - Düsman asiklar
- 1967 - Hayat acilari
- 1967 - Hirçin kadin
- 1967 - Kara atmaca
- 1967 - Kara kartal
- 1967 - Kardes kavgasi
- 1967 - Kederli Günlerim
- 1967 - Sefiller
- 1967 - Söyleyin genç kizlara
- 1967 - Zalimler de sever
- 1966 - Ailenin yüz karasi
- 1966 - Aksam günesi
- 1966 - Ayyildiz fedaileri
- 1966 - Beyoglu esrari
- 1966 - Çesmemeydanli Ali
- 1966 - Fakir ve magrur
- 1966 - Kanli mezar
- 1966 - Namus kanla yazilir
- 1966 - Seref kavgasi
- 1966 - Tehlikeli oyun
- 1966 - Ümit sokagi
- 1966 - Yumruklarin kanunu
- 1966 - Gurbet türküsü
- 1966 - Sevdali kabadayi
- 1965 - Cici kizlar
- 1965 - Eller yukari
- 1965 - Elveda sevgilim
- 1965 - Kartallarin öcü: Severek ölenler
- 1965 - Kolla kendini bebek
- 1965 - Kumarbaz
- 1965 - Nazar degmez insallah
- 1965 - Seker Hafiye
- 1965 - Yabanci olduk simdi
- 1965 - Yalanci
- 1965 - Ekmekçi kadin
- 1964 - Acemi çapkin
- 1964 - Afilli delikanlilar
- 1964 - Anadolu çocugu
- 1964 - Anasinin kuzusu
- 1964 - Asfalt Riza
- 1964 - Aslanmarka Nihat
- 1964 - Bomba gibi kiz
- 1964 - Kavga var
- 1964 - Kimse Fatma gibi öpemez
- 1964 - Macera kadini
- 1964 - Ölümün ücreti
- 1964 - Öpüsmek yasak
- 1964 - Tig gibi delikanli
- 1964 - Tophaneli Osman
- 1964 - Yigitler yatagi
- 1964 - Fistik gibi masallah
- 1964 - Agaçlar ayakta ölür
- 1964 - Varan Biiir
- 1963 - Barut fiçisi
- 1963 - Beni Osman öldürdü
- 1963 - Çalinan ask
- 1963 - Hop dedik
- 1963 - Tatli sert
- 1962 - Fatosun bebekleri
- 1962 - Çifte nikah
- 1959 - Kirik plak[5]